# Xestia triangulum
Espèce
Synonymes
Phalaena (Noctua) rhomboidea Esper, 1790

Xestia rhomboidea (Esper, 1790)
La Noctuelle de la Chélidoine (Xestia triangulum) est une espèce de lépidoptères (papillons) de nuit de la famille des Noctuidae distribué à travers la plus grande partie de l'Europe.
Cette espèce a les ailes antérieures brun pâle avec deux marques distinctives noires (l'une est carrée, l'autre à peu près triangulaire). Les ailes postérieures sont de la même couleur que les ailes antérieures.
Il a une envergure de 36 à 46 mm.
Le papillon vole la nuit en juin et juillet.
Il est attiré par la lumière, le nectar et les fleurs comme la sauge des bois.
La chenille est beige avec des marques noires et est polyphage, se nourrissant d'une grande variété de plantes dont le bouleau, le prunellier, la ronce, l'aubépine, le framboisier et le saule.
L'espèce hiverne à l'état larvaire.

## Galerie

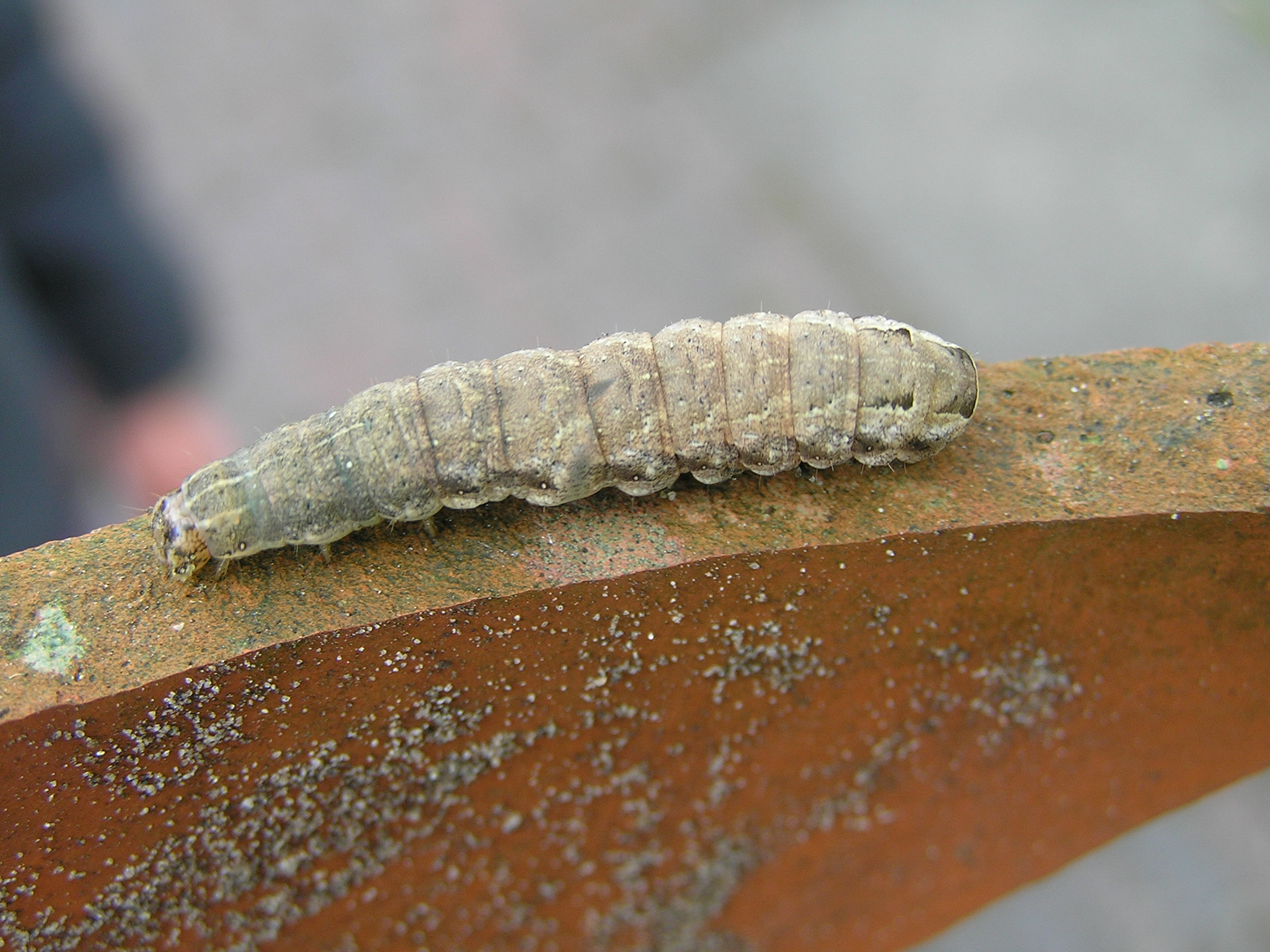
Chenille
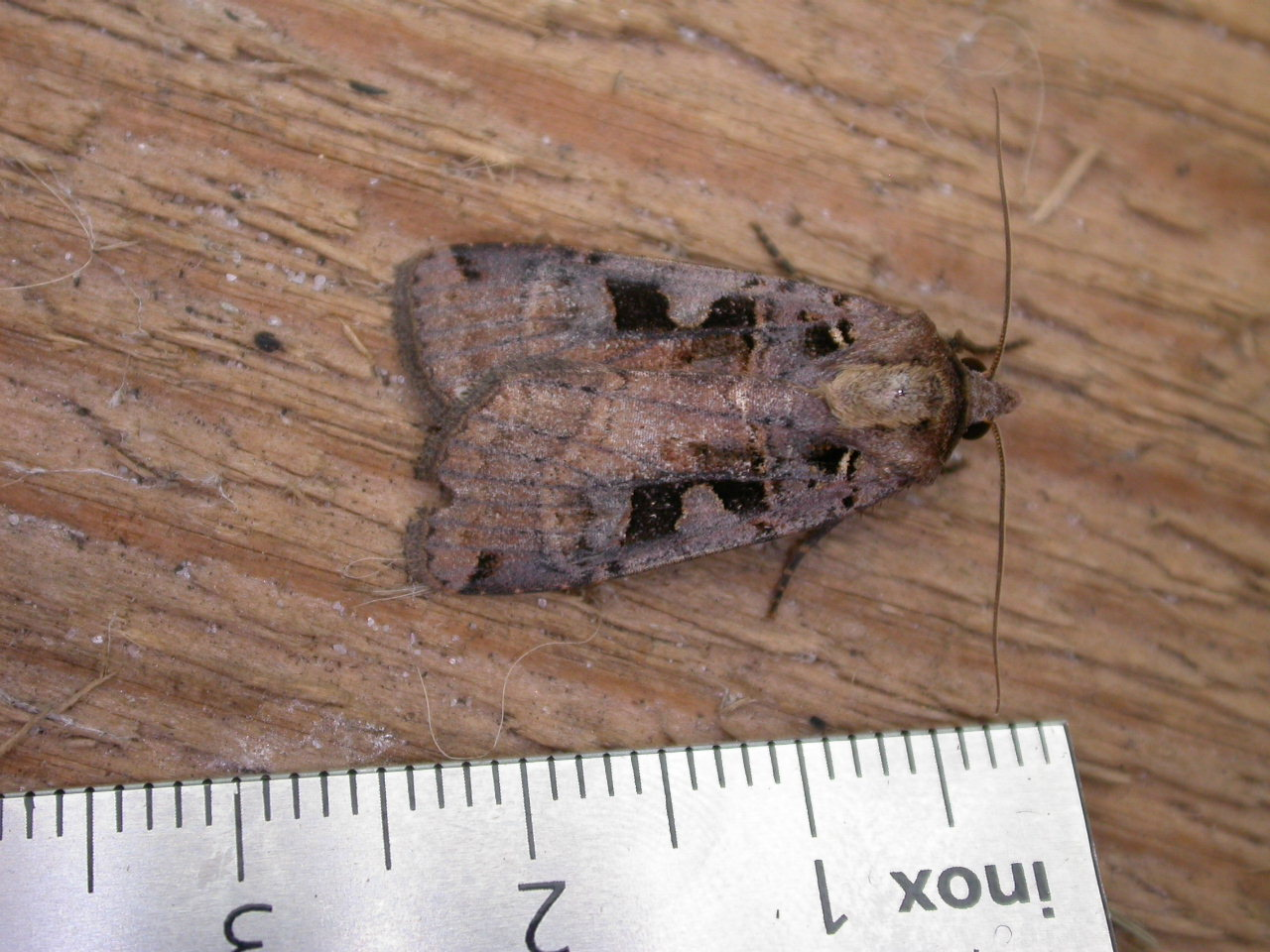